# Carlos Briseño Arch

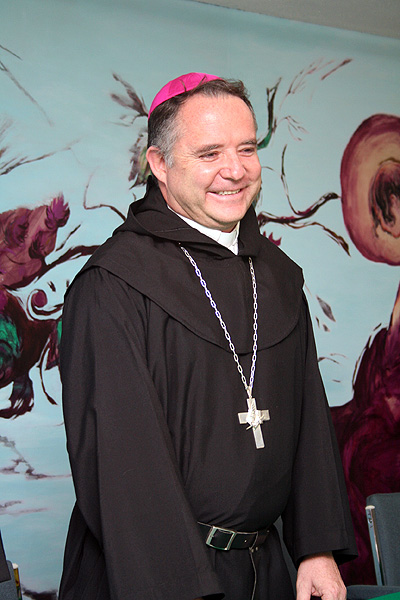
Carlos Briseño Arch

Carlos Briseño Arch OAR (* 4. Juli 1960 in Mexiko-Stadt) ist ein mexikanischer Ordensgeistlicher und römisch-katholischer Bischof von Veracruz.

## Leben
Mario Alberto Molina Palma trat der Ordensgemeinschaft der Augustiner-Rekollekten bei, legte die Profess am 13. Oktober 1985 ab, der Prälat von Bocas del Toro, José Agustín Ganuza García OAR, weihte ihn am 7. November 1985 zum Diakon und der Prälat von Madera, Justo Goizueta Gridilla OAR, weihte ihn am 27. September 1986 zum Priester.
Papst Benedikt XVI. ernannte ihn am 20. Mai 2006 zum Titularbischof von Trecalae und Weihbischof in Mexiko-Stadt. Der Erzbischof von Mexiko, Norberto Kardinal Rivera Carrera, spendete ihm am 17. Juni desselben Jahres die Bischofsweihe; Mitkonsekratoren waren Francisco Clavel Gil, Weihbischof in Mexiko, und Angel San Casimiro Fernández OAR, Bischof von Ciudad Quesada. Als Wahlspruch wählte er Servi enim sumus eius Ecclesiae.
Papst Franziskus ernannte ihn am 12. November 2018 zum Bischof von Veracruz. Die Amtseinführung erfolgte am 10. Januar 2019.